# 沙特奈沃丹
沙特奈沃丹（法語：Chatenay-Vaudin，法語發音：[ʃatnɛ vodɛ̃]）是法国上马恩省的一个市镇，属于朗格勒区。

## 地理
沙特奈沃丹（47°51'10"N, 5°26'45"E）面积3.72 平方千米，位于法国大東部大區上马恩省，该省份为法国东北部内陆省份，北起马恩省和默兹省，西接奥布省，西南接科多尔省，东南接上索恩省，东临孚日省。
与沙特奈沃丹接壤的市镇（或旧市镇、城区）包括：上阿芒斯、勒塞、圣莫里斯、塞尔苏瓦、屈尔蒙。

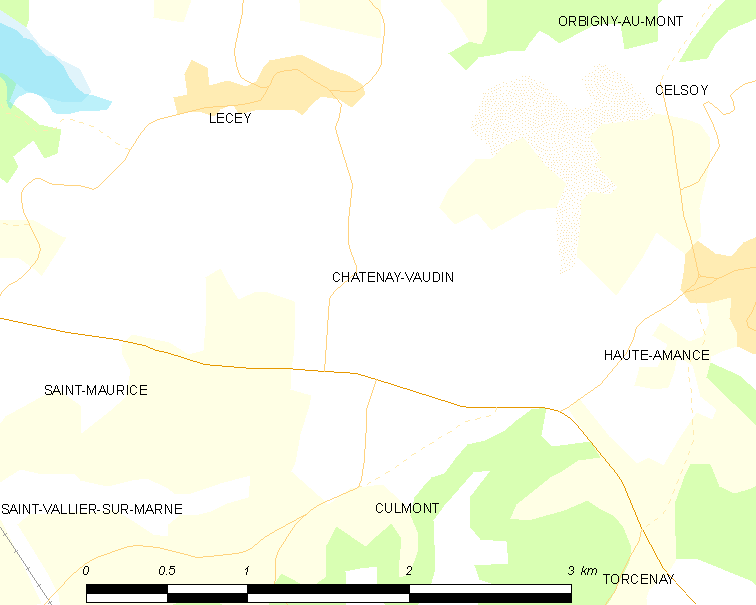
沙特奈沃丹的OSM定位图

沙特奈沃丹的时区为UTC+01:00、UTC+02:00（夏令时）。

## 行政
沙特奈沃丹的邮政编码为52360，INSEE市镇编码为52116。

## 政治
沙特奈沃丹所属的省级选区为朗格勒县。

## 人口

1962-2008年间沙特奈沃丹人口变化图示

沙特奈沃丹于2022年1月1日时的人口数量为46人。